# سه اتاق برای اندوه
سه اتاق برای اندوه (فنلاندی: Melancholian 3 huonetta) که با نام سه اتاق مالیخولیا هم شناخته می‌شود، یک فیلم مستند فنلاندی به کارگردانی پیریو هُنکاسالو است که در سال ۲۰۰۴ میلادی منتشر شد.
این فیلم دربارهٔ تباهی و مصیبتی است که از جنگ دوم چچن ناشی شد و به‌ویژه اثر مخربی که جنگ بر زندگی و سرنوشت کودکان چچن و روسیه گذاشت.
در سال ۲۰۰۵ میلادی، «لسلی فلپرین» منتقد مجلهٔ سایت اند ساوند آنرا «یکی از بهترین مستندهای سال گذشته» نامید. استیون هولدن از نیویورک تایمز آنرا یک «مستند بسیار عالی» نامید. این فیلم تاکنون برندهٔ چندین جایزهٔ بین‌المللی شده‌است.